# St. Anna (Thüringen)

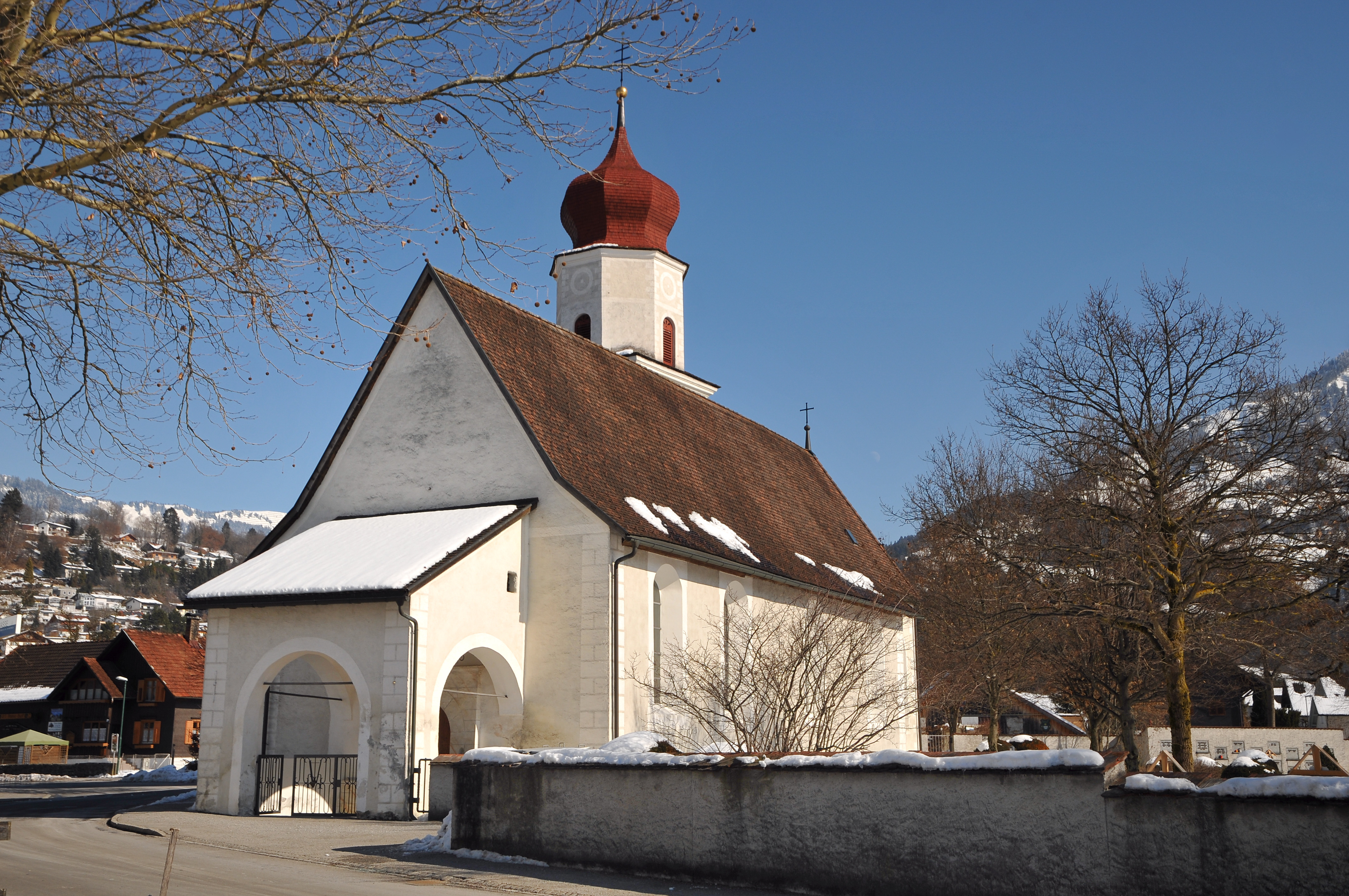
Filialkirche St. Anna in Thüringen

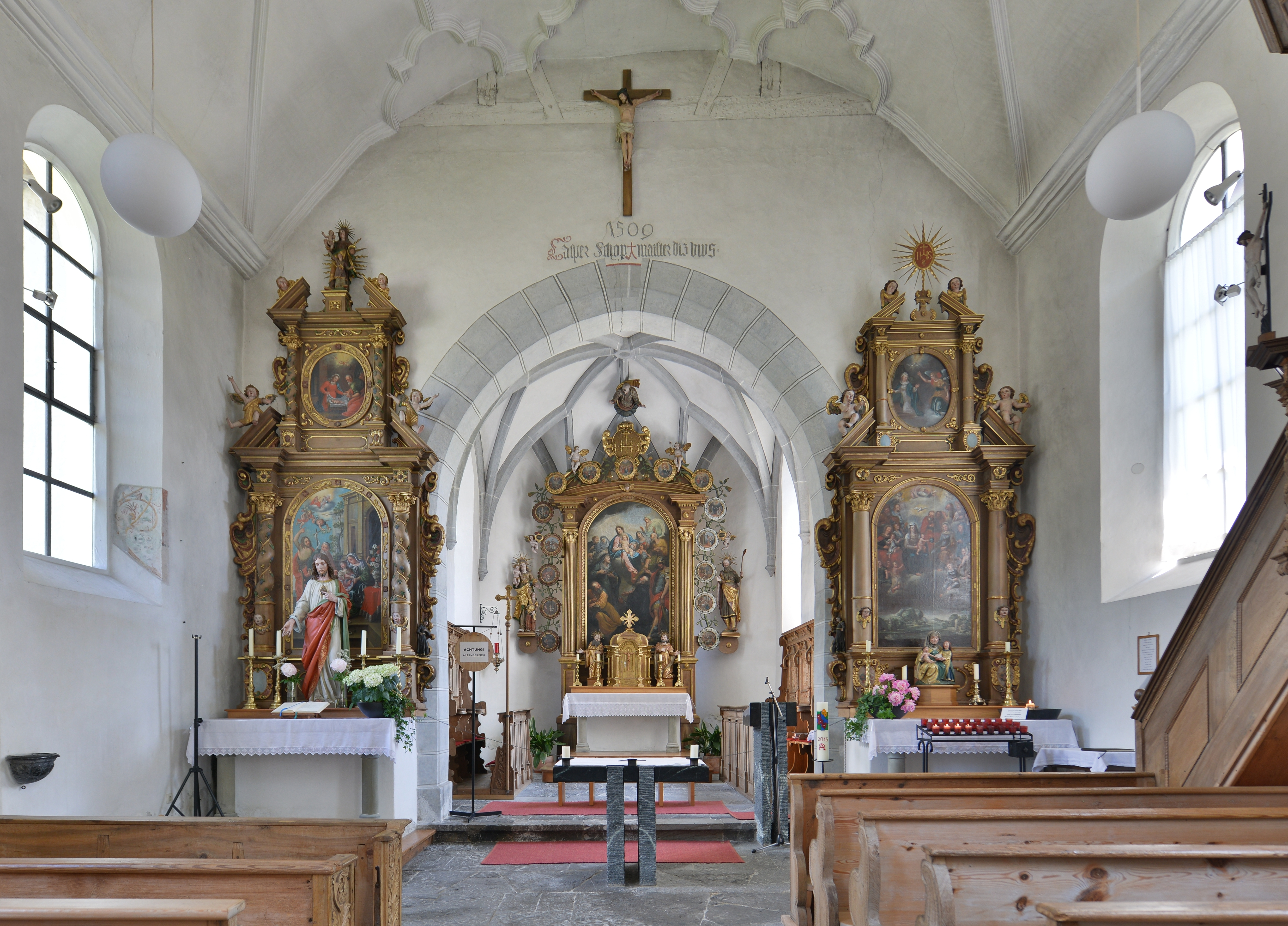
St.-Anna-Kirche, Blick auf den Altarraum

Die römisch-katholische Filialkirche zur Hl. Anna befindet sich gegenüber der Musikmittelschule südlich des Ortskerns
der Gemeinde Thüringen in Vorarlberg. Sie gehört zur Pfarre Thüringen und damit zum
Dekanat Walgau-Walsertal der Diözese Feldkirch. Die Kirche steht unter
Denkmalschutz und wird von der Pfarre Thüringen hauptsächlich für die Vorabendmessen am Samstag sowie für Werktagsmessen genutzt. Neben der St. Anna-Kirche gibt es in Thüringen auch noch die Pfarrkirche St. Stephan.

## Geschichte
Die heutige Wallfahrtskirche zur Hl. Anna mit drei Altären wurde am 26. Juli 1509 vom Churer Bischof geweiht. Baumeister war gemäß einer 1509 datierten Inschrift Kasper Schop, der auch die Kristbergkirche in Silbertal und die Pfarrkirche Viktorsberg erbaute. Sie ersetzte eine ältere Kirche zur Verehrung derselben Patronin, die schon vor 1480 existiert hatte. Eine romanische Schallöffnung im dritten Stock des Turms deutet jedoch auf ein viel früheres Baujahr hin. Laut einem Dokument von 1684 wurde die Kirche zum Schutz vor Überschwemmung durch die Lutz oder die Ill erbaut.
Im 17. Jahrhundert wurde das Schiff um 6,5 m verlängert, aus dieser Zeit stammen auch die heutige Putzdecke mit Stuckprofilen und die gotischen Spitzbogenfenster, sowie vermutlich die Erhöhung des Turmes durch den oberen achteckigen Teil mit Zwiebel. Weitere Renovierungen sind für die Jahre 1781, 1840 und 1848 belegt. Außerdem wurde im Jahr 1939 der Innenraum geweißelt und 1986 bekam die Kirche ein neues Ziegeldach. 1990–1993 wurde die Kirche umfassend renoviert.

## Architektur
Die Kirche besteht aus einem einschiffigen Langhaus mit eingezogenem, dreiseitig geschlossenen und nach osten gerichteten Chor. Das Portal wird durch ein Vorzeichen mit Rundbogenarkaden und Kreuzgratgewölbe geschützt und an der Nordseite befindet sich ein weiterer Eingang mit Rundbogen. Während das Langhaus mit unbemalten Rundbogenfenstern ausgestattet ist, befinden sich im Chor zum Teil zugemauerte Spitzbogenfenster. Der gesamte Bau ist unter einem Satteldach mit durchlaufendem First zusammengefasst. Der in drei Geschoße gegliederte Turm trägt über den Rundbogen-Schallfenstern der Glockenstube Ziffernblätter, die mittels Sgraffitotechnik ausgeführt wurden.
Im Inneren ist das Schiff ein „langrechteckigen, von einer polygonalen Decke über einem profilierten Gesims tonnenförmig überwölbter Raum“, worin der eingezogene Chorbogen nur eine leicht spitze Form aufweist. Die ursprüngliche Bemalung in Grau und Rot ist über dessen Scheitel angebrachten Inschrift erkennbar. Der Altarraum wird von einem „Netzrippengewölbe auf Konsolen“ überspannt. Wie das Vorzeichen ist auch das Innere der Sakristei, die sich im Erdgeschoß des Turms befindet, mit einem Kreuzgratgewölbe umspannt. In den Spitzbögen der seitlichen Fenster im Chor ist außerdem das gotische Maßwerk erhalten.

## Ausstattung und Besonderheiten
- Hochaltar aus den Jahren 1642–1644
- Bilder der beiden Seitenaltäre zeigen die Mutter Anna (Künstler: Johan Jakob Haas, 1690)
- Altar aus Serpentin von Herbert Meusburger
- Einige Darstellungen der Sankt Anna Selbdritt
- Vortragskreuz aus dem Jahr 1605
- Missionskreuz an der nördlichen Außenwand
- Fresko über dem Seiteneingang: Anna Selbdritt mit einer sich von rechts nähernde Personengruppe
- An der Nordseite Hinweise auf umfangreiche Bemalung

Die St.-Anna-Kirche verfügt wie die Pfarrkirche St. Stephan über einen Friedhof. Dieser wurde 1989 neu angelegt und befindet sich auf der Südseite der Kirche, ist umfriedet und beinhaltet außerdem eine Urnenwand.

## Glockengeläut
Ursprünglich befanden sich drei Glocken im Turm der St. Annakirche, das Käferglöckle aus dem Jahr 1509, sowie zwei weitere Glocken aus dem Jahr 1761, welche jedoch im Ersten Weltkrieg abgeliefert werden mussten. 1930 wurden zwei neue Glocken geweiht, die jedoch zwölf Jahre später im nächsten Weltkrieg das gleiche Schicksal traf. Aber auch das Käferglöckle wurde im Zweiten Weltkrieg als neue Totenglocke in die Pfarrkirche überstellt und gegen die noch kleinere, gotische Glocke eingetauscht, welche dadurch also als einzige Glocke im Turm von St. Anna aus dem Krieg hervorging.
Erst im Jahr 1972 erhielt St. Anna mit der Heimkehrerglocke aus der Pfarrkirche wieder eine etwas größere Glocke. Zwei weitere Glocken wurden in den Jahren 1950 und 1994 neu angeschafft bzw. gespendet. Aktuell befinden sich also folgende Glocken im Turm von St. Anna (größte zuerst):
- Die „Heimkehrerglocke“ (Ton a°, 457 kg): gegossen 1950 von Grassmayr/Innsbruck für die Pfarrkirche, seit 1972 in St. Anna
- Die „Mütterglocke“ (Ton c1): gegossen 1994 durch Grassmayr/Innsbruck, gespendet
- Kleine Glocke (Ton f1): 1950 in der Schweiz entdeckt, dann gespendet
- Kleine (gotische) Glocke (Ton as1): 1942 aus der Pfarrkirche

Seit 1987 werden die beiden größeren Glocken außerdem elektrisch geläutet. Bis heute wird regulär nur mit diesen geläutet, denn sie stimmen nicht sehr gut mit den anderen Glocken zusammen. Die beiden nicht elektrifizierten Glocken können jedoch ggf. händisch mitgeläutet werden.

## Orgel
1819 wurde eine Orgel des Orgelbauers Johann Martin Anwander (Allgäu) aus Hochkrumbach angekauft. Dieses Instrument wurde 1848 für 241 Gulden renoviert und 1899 durch die Firma Gebr. Mayer aus Altenstadt größtenteils umgebaut bzw. pneumatisiert. 1917 mussten die Prospektpfeifen an das k. u. k. Kriegsministerium abgeliefert werden, sie wurden später durch Pfeifen aus Elektrolytzink ersetzt. Zurzeit sind sieben Register und eine Koppel vorhanden. Das Windwerk ist nicht elektrifiziert, sodass ein Kalkant benötigt wird. Auch aufgrund des schlechten Zustandes ist das Instrument derzeit nicht spielbar und wird durch eine Digitalorgel ersetzt.